# Coupe d'Europe des vainqueurs de coupe masculine de handball 1981-1982
Navigation
Coupe des Coupes 1980-1981 Coupe des coupes 1982-1983
La Coupe d'Europe des vainqueurs de coupe masculine de handball 1981-1982 est la 7e édition de la Coupe d'Europe des vainqueurs de coupe masculine de handball.
Organisée par la Fédération internationale de handball (IHF), la compétition est ouverte à 25 clubs de handball d'associations membres de l'IHF. Ces clubs sont qualifiés en fonction de leurs résultats dans leur pays d'origine lors de la saison 1980-1981.
À noter l'absence des clubs soviétiques, polonais et roumains en raison de la préparation du championnat du monde 1982. En revanche, le club est-allemand du SC Empor Rostock participe à la compétition et la remporte même en s'imposant en finale face au club tchécoslovaque du Dukla Prague.

## Résultats

### Premier tour
| Équipe 1           | Score   | Équipe 2              | Aller | Retour |
| ------------------ | ------- | --------------------- | ----- | ------ |
| KFUM Aarhus        | 44 – 47 | Ystads IF             | 28-25 | 16-22  |
| BSV Berne          | 47 – 35 | Sasja Anvers          | 20-22 | 27-13  |
| Fola Esch          | 26 – 38 | Maccabi Netanya       | 17-21 | 09-17  |
| CSL Dijon          | 33 – 51 | VfL Günzburg          | 17-24 | 16-27  |
| Vöslauer HC        | 85 – 43 | Panathinaïkos Athènes | 42-20 | 43-23  |
| Cassano Magnago HC | 62 – 50 | Bankası İstanbul      | 36-21 | 26-29  |
| Helsinki IFK       | 35 – 42 | HV Sittard            | 15-20 | 20-22  |
| Þróttur Reykjavik  | 42 – 37 | Kristiansands IF      | 24-21 | 18-16  |
| Benfica Lisbonne   | 75 – 29 | HC Liverpool          | 37-12 | 38-17  |

### Huitièmes de finale
| Équipe 1            | Score   | Équipe 2                 | Aller | Retour |
| ------------------- | ------- | ------------------------ | ----- | ------ |
| Ystads IF           | 46 – 49 | SC Empor Rostock         | 27-21 | 19-28  |
| Maccabi Netanya     | 33 – 61 | BSV Berne                | 16-33 | 17-28  |
| VIF Dimitrov Sofia  | 49 – 54 | VfL Günzburg             | 30-29 | 19-25  |
| Elektromos Budapest | 37 – 36 | TuS Nettelstedt-Lübbecke | 23-21 | 14-15  |
| Cassano Magnago HC  | 51 – 44 | Vöslauer HC              | 26-22 | 25-22  |
| HV Sittard          | 35 – 39 | Þróttur Reykjavik        | 20-19 | 15-20  |
| FC Barcelone        | 66 – 34 | Benfica Lisbonne         | 37-17 | 29-17  |
| Dukla Prague        | 45 – 36 | RK Medveščak Zagreb      | 23-16 | 22-20  |

### Quarts de finale
| Équipe 1          | Score   | Équipe 2            | Aller | Retour |
| ----------------- | ------- | ------------------- | ----- | ------ |
| SC Empor Rostock  | 40 – 32 | BSV Berne           | 20-16 | 20-16  |
| VfL Günzburg      | 55 – 50 | Elektromos Budapest | 28-21 | 27-29  |
| Þróttur Reykjavik | 61 – 38 | Cassano Magnago HC  | 32-19 | 29-19  |
| Dukla Prague      | 49 – 43 | FC Barcelone        | 27-26 | 22-17  |

### Demi-finales
| Équipe 1          | Score   | Équipe 2     | Aller | Retour |
| ----------------- | ------- | ------------ | ----- | ------ |
| SC Empor Rostock  | 43 – 39 | VfL Günzburg | 24-17 | 19-22  |
| Þróttur Reykjavik | 36 – 44 | Dukla Prague | 17-21 | 19-23  |

### Finale
| Équipe 1     | Score   | Équipe 2         | Aller | Retour |
| ------------ | ------- | ---------------- | ----- | ------ |
| Dukla Prague | 35 – 36 | SC Empor Rostock | 17-14 | 18-22  |